# Campionato europeo di baseball 1997
Il campionato europeo di baseball 1997 è stato la venticinquesima edizione del campionato continentale. Si svolse a Parigi, in Francia, dal 30 agosto al 7 settembre, e fu vinto dall’Italia, alla sua ottava affermazione in ambito europeo.

## Squadre partecipanti
- Belgio
- Francia
- Germania
- Italia
- Paesi Bassi
- Rep. Ceca

- Regno Unito
- Russia
- Slovenia
- Spagna
- Svezia
- Ucraina

## Risultati

### Gruppo A
|    | Team        | V - P | Pf - Ps | %     |
| -- | ----------- | ----- | ------- | ----- |
| 1. | Paesi Bassi | 5 - 0 | 97 - 8  | 1.000 |
| 2. | Spagna      | 3 - 2 | 55 – 28 | 0.600 |
| 3. | Francia     | 3 - 2 | 40 - 35 | 0.600 |
| 4. | Russia      | 3 - 2 | 45 – 44 | 0.600 |
| 5. | Ucraina     | 1 - 4 | 12 – 67 | 0.200 |
| 6. | Regno Unito | 0 - 5 | 16 – 83 | 0.000 |

| Parigi 1997 | Regno Unito | 2 – 28 | Paesi Bassi |  |

| Parigi 1997 | Spagna | 2 – 9 | Paesi Bassi |  |

| Parigi 1997 | Francia | 3 – 13 | Paesi Bassi |  |

| Parigi 1997 | Regno Unito | 5 – 7 | Ucraina |  |

| Parigi 1997 | Regno Unito | 5 – 17 | Russia |  |

| Parigi 1997 | Spagna | 8 – 9 | Russia |  |

| Parigi 1997 | Francia | 10 – 7 | Russia |  |

| Parigi 1997 | Francia | 11 – 1 | Ucraina |  |

| Parigi 1997 | Russia | 11 – 2 | Ucraina |  |

| Parigi 1997 | Spagna | 12 – 2 | Ucraina |  |

| Parigi 1997 | Francia | 12 – 0 | Regno Unito |  |

| Parigi 1997 | Spagna | 14 – 4 | Francia |  |

| Parigi 1997 | Spagna | 19 – 4 | Regno Unito |  |

| Parigi 1997 | Paesi Bassi | 19 – 1 | Russia |  |

| Parigi 1997 | Paesi Bassi | 28 – 0 | Ucraina |  |

### Gruppo B
|    | Team      | V - P | Pf - Ps | %     |
| -- | --------- | ----- | ------- | ----- |
| 1. | Italia    | 5 - 0 | 75 - 18 | 1.000 |
| 2. | Rep. Ceca | 3 - 2 | 51 – 28 | 0.600 |
| 3. | Belgio    | 3 - 2 | 53 – 33 | 0.600 |
| 4. | Svezia    | 2 - 3 | 37 – 49 | 0.400 |
| 5. | Germania  | 2 - 3 | 28 - 48 | 0.400 |
| 6. | Slovenia  | 0 - 5 | 25 - 93 | 0.000 |

| Parigi 1997 | Germania | 1 – 11 | Italia |  |

| Parigi 1997 | Belgio | 4 – 21 | Italia |  |

| Parigi 1997 | Rep. Ceca | 5 – 6 | Italia |  |

| Parigi 1997 | Slovenia | 6 – 16 | Svezia |  |

| Parigi 1997 | Belgio | 6 – 7 | Germania |  |

| Parigi 1997 | Germania | 8 – 3 | Slovenia |  |

| Parigi 1997 | Germania | 10 – 16 | Svezia |  |

| Parigi 1997 | Belgio | 10 – 3 | Svezia |  |

| Parigi 1997 | Rep. Ceca | 11 – 2 | Svezia |  |

| Parigi 1997 | Rep. Ceca | 12 – 2 | Germania |  |

| Parigi 1997 | Belgio | 12 – 0 | Rep. Ceca |  |

| Parigi 1997 | Italia | 12 – 0 | Svezia |  |

| Parigi 1997 | Belgio | 21 – 2 | Slovenia |  |

| Parigi 1997 | Rep. Ceca | 23 – 6 | Slovenia |  |

| Parigi 1997 | Italia | 25 – 8 | Slovenia |  |

### Girone 9º/12º posto
|    | Team        | V - P | Pf - Ps | %     |
| -- | ----------- | ----- | ------- | ----- |
| 1. | Germania    | 2 - 1 | 26 – 13 | 0.667 |
| 2. | Regno Unito | 2 - 1 | 19 – 16 | 0.667 |
| 3. | Ucraina     | 2 - 1 | 23 – 21 | 0.667 |
| 4. | Slovenia    | 0 - 3 | 10 – 28 | 0.000 |

| Parigi 1997 | Germania | 3 – 5 | Regno Unito |  |

| Parigi 1997 | Ucraina | 5 – 15 | Germania |  |

| Parigi 1997 | Slovenia | 6 – 9 | Regno Unito |  |

| Parigi 1997 | Ucraina | 11 – 1 | Slovenia |  |

### Quarti di finale
| Parigi 1997 | Belgio | 7 – 12 | Russia |  |

| Parigi 1997 | Paesi Bassi | 10 – 3 | Svezia |  |

| Parigi 1997 | Spagna | 14 – 4 | Rep. Ceca |  |

| Parigi 1997 | Italia | 17 – 12 | Francia |  |

### Semifinali 5º/8º posto
| Parigi 1997 | Rep. Ceca | 5 – 6 | Belgio |  |

| Parigi 1997 | Francia | 12 – 2 | Svezia |  |

### Finale 7º/8º posto
| Parigi 1997 | Svezia | 5 – 15 | Rep. Ceca |  |

### Finale 5º/6º posto
| Parigi 1997 | Belgio | 4 – 19 | Francia |  |

### Semifinali
| Parigi 1997 | Russia | 5 – 15 | Italia |  |

| Parigi 1997 | Paesi Bassi | 14 – 4 | Spagna |  |

### Finale 3º/4º posto
| Parigi 1997 | Spagna | 7 – 2 | Russia |  |

### Finale
| Parigi 1997 | Paesi Bassi | 2 – 4 | Italia |  |

## Classifica finale
| Campione d'Europa | Campione d'Europa | Campione d'Europa |
| ----------------- | ----------------- | ----------------- |
| Italia            |                   |                   |
| Argento           | Paesi Bassi       |                   |
| Bronzo            | Spagna            |                   |
| 4.                | Russia            |                   |
| 5.                | Francia           |                   |
| 6.                | Belgio            |                   |
| 7.                | Rep. Ceca         |                   |
| 8.                | Svezia            |                   |
| 9.                | Regno Unito       |                   |
| 10.               | Germania          |                   |
| 11.               | Ucraina           |                   |
| 12.               | Slovenia          |                   |